# Terremoti in Calabria
Cronologia degli eventi sismici disastrosi in Calabria con rilevante impatto sui beni architettonici, paesaggistici, storici, artistici, etnoantropologici e archeologici.
La Calabria è una delle regioni più sismiche d'Italia come frequenza e intensità dei terremoti. Nell'elenco sono compresi gli eventi sismici di magnitudo superiori al grado 5° della scala Richter con epicentro registrato in territorio calabro o nella vicina Sicilia o nel bacino del Mediterraneo o causati dallo scorrimento della Placca africana che hanno interessato la regione negli ultimi due millenni con rilevante impatto sui beni architettonici, paesaggistici, storici, artistici, etnoantropologici e archeologici delle località interessate. Per una ricerca mirata ed esaustiva si rimanda all'elenco Storico dei Terremoti.
- la scala Mercalli è espressa in unità che distinguono il grado degli "effetti" distruttivi sui manufatti.
- la scala Richter è espressa in unità che distinguono il grado della "causa" che ha generato gli effetti distruttivi sui manufatti, espressa in energia sviluppata e liberata dallo scoppio di un quantitativo predefinito di tonnellate di tritolo.

Il criterio di valutazione è formalmente e sostanzialmente diverso. Un terremoto di potenza pari a quello del 1908 nello Stretto di Messina secondo la scala Mercalli non sarebbe preso in considerazione e classificabile in una zona desertica in quanto non produce distruzioni quantificabili e visibili ma, comporta ugualmente gravi danni incidendo sulla variazione dell'asse terrestre con conseguenze inimmaginabili sull'alternarsi giorno notte, sull'avvicendarsi delle stagioni. Altresì, un terremoto sottomarino origina onde anomale che riversano la loro energia sulle coste limitrofe indipendentemente dalla presenza di manufatti o centri abitati.

## I millennio a.C.
| Anno    | GG | Mese | MCS | Richter | Epicentro       | Descrizione e collegamento |
| ------- | -- | ---- | --- | ------- | --------------- | --- |
| 91 a.C. | 00 | -    | -   | M = 6.3 | Reggio Calabria | Il terremoto provoca distruzioni a Reggio Calabria e Messina descritte nelle opere dello storiografo greco Strabone. Appare tuttavia verosimile che lo storico greco abbia confuso Reggio Calabria (in greco antico: Ρήγιoν?, Rhegion) con Reggio Emilia (Regium Lepidi), che venne danneggiata dal terremoto del modenese del 91 a.C. descritto da Plinio il Vecchio e altri storici. |

## I millennio d.C.
| Anno | GG      | Mese     | MCS | Richter | Epicentro               | Descrizione e collegamento |
| ---- | ------- | -------- | --- | ------- | ----------------------- | --- |
| 18   | 24 / 25 | aprile   | -   | -       | Reggio Calabria         | Il terremoto provoca distruzioni. |
| 362  | -       | -        | -   | M = 6.6 | Messina                 | Il terremoto provoca distruzioni a Reggio Calabria, Messina, Tindari, nelle Isole Eolie, interessa tutta la costa tirrenica nord del messinese. Il maremoto derivante interessò l'area dello Stretto di Messina, radendo al suolo Messina e Reggio. Rinvenimenti archeologici, lapidi ed epitaffi testimoniano che l'evento tettonico provocando un'elevatissima mortalità, distrusse numerosi piccoli centri abitati e ridusse drasticamente la popolazione stanziata nell'area. |
| 365  | 21      | luglio   | -   | M = 8.0 | Creta                   | Il terremoto provoca distruzioni che sconvolge Creta, Sicilia orientale, i paesi della costa mediterranea dell'Africa altrimenti noto come Terremoto di Creta del 365. Il maremoto devastò Alessandria d'Egitto, le fiorenti città dell'Africa settentrionale, le coste ioniche di Sicilia e Calabria, la Grecia e la Palestina. I danni descritti dallo storico romano Ammiano Marcellino (Res Gestae 26.10.15 - 19).                                                            |
| 366  | -       | -        | -   | -       | Creta                   | Il terremoto provoca distruzioni. È probabile che si tratti dello stesso disastro tettonico verificatosi nel 365. |
| 373  | -       | -        | -   | -       | Peloponneso             | Il terremoto provoca distruzioni. |
| 374  | -       | -        | -   | M = 6.3 | Reggio Calabria         | Il terremoto provoca distruzioni a Reggio Calabria e Messina. È estremamente probabile che si tratti dello stesso disastro tettonico verificatosi nel 362 |
| 442  | -       | -        | -   | -       | Calabria settentrionale | Il terremoto provoca distruzioni. |
| 445  | -       | -        | -   | -       | Calabria settentrionale | Il terremoto provoca distruzioni. |
| 650  | -       | -        | -   | M = 6.3 | Messina                 | Il terremoto provoca distruzioni a Reggio Calabria, Messina e Sicilia nord orientale. |
| 853  | 31      | agosto   | -   | M = 6.3 | Messina                 | Il terremoto provoca distruzioni a Reggio Calabria e Messina. |
| 968  | 10      | dicembre | -   | M = 6.0 | Rossano                 | Il terremoto provoca distruzioni. |

## XI - XVI secolo
| Anno | GG | Mese      | MCS    | Richter | Epicentro              | Descrizione e collegamento |
| ---- | -- | --------- | ------ | ------- | ---------------------- | --- |
| 1184 | 24 | maggio    | -      | 6.0     | Valle del Crati        | Terremoto con epicentro ad ovest di Luzzi, devastazione e crolli in quasi tutti i centri dell'area, tra cui Bisignano, Cosenza, Luzzi e San Lucido. |
| 1202 | 20 | maggio    | -      | -       | Mediterraneo orientale | Scorrimento sottomarino delle faglie del Mediterraneo orientale provocò un maremoto che devastò le coste orientali della Sicilia assieme a quelle di Grecia, Turchia, Egitto, Siria e Palestina. Dalla documentazione storica si evince che le vittime siano state circa 1.200.000. Le fonti se confermate, collocherebbero il cataclisma fra eventi catastrofici naturali di maggior portata nel bacino del Mediterraneo e dell'intero pianeta. |
| 1230 | 05 | aprile    | V - VI | M = 4,6 | Reggio Calabria        | Il Terremoto provoca distruzioni a Reggio Calabria e Messina. |
| 1310 | -  | -         | VI     | M = 5,1 | Reggio Calabria        | Il Terremoto provoca distruzioni a Reggio Calabria e Villa San Giovanni. |
| 1295 | 01 | settembre | -      | -       | Sicilia                | Terremoto con effetti distruttivi e danni su vasta scala in tutta la Sicilia probabilmente originato nel Mediterraneo, interessate le isole e le coste settentrionali dell'Africa. |
| 1509 | 25 | febbraio  | -      | M = 5.6 | Reggio Calabria        | Il Terremoto provoca distruzioni a Reggio Calabria e Messina. Sciame sismico di lunga durata. |

## XVII secolo
| Anno | GG      | Mese    | MCS | Richter | Epicentro             | Descrizione e collegamento |
| ---- | ------- | ------- | --- | ------- | --------------------- | --- |
| 1609 | 20      | luglio  | -   | M = 5.5 | Nicastro              | Forte terremoto con epicentro presso Nicastro. |
| 1626 | 4       | aprile  | X   | M = 6.1 | Girifalco             | Forte terremoto con epicentro presso Girifalco nell'istmo di Catanzaro, molti centri dell'area furono devastati, soprattutto Badolato, Catanzaro, Caraffa, Chiaravalle, Girifalco e Squillace. |
| 1638 | 27 / 28 | marzo   | XI  | M = 7.0 | Piana di Sant'Eufemia | Terremoto della Calabria del 27 e 28 marzo 1638 o «Terremoto delle Palme». Il terremoto è avvertito a Reggio Calabria, Messina e provincia con scosse pari al VI grado della Scala Mercalli. Epicentro tra Conflenti e Nicastro, colpita l'area della Valle del Crati, del Savuto, della Presila Cosentina, della Sila Piccola e delle Serre Vibonesi. Rasi al suolo oltre 100 borghi, tra cui Carpanzano, Martirano, Sant'Eufemia; gravissimi danni a Cosenza, Nicastro e nel lametino. Si conteranno oltre 10.000 vittime. |
| 1638 | 8       | giugno  | X   | M = 6.6 | Verzino               | Terremoto della Calabria dell'8 giugno 1638. Il terremoto è avvertito a Reggio Calabria, Messina e provincia con scosse pari al VI grado della Scala Mercalli. Epicentro nel cuore della Sila Piccola, presso Verzino. Ingenti danni a tutti i centri dell'area; si registreranno oltre 1.000 vittime. |
| 1659 | 11      | maggio  | X   | M = 6.5 | Serre Vibonesi        | Forte sisma nell'area lametina e Serre Vibonesi con oltre 2.000 vittime. Gravemente danneggiati i centri di Borrello, Castelmonardo, Filogaso, Polia, Spilinga e Soriano. |
| 1693 | 11      | gennaio | XI  | M = 7.7 | Val di Noto           | Terremoto del Val di Noto del 1693. Terremoto con effetti distruttivi su vasta scala a livello regionale; riscontrati danni o distruzioni. Lo sciame sismico comincia il 9 gennaio e culmina con la scossa di magnitudo Richter 7.7 che interessa l'intera Sicilia, Calabria e isola di Malta. |

## XVIII secolo
| Anno | GG | Mese     | MCS | Richter | Epicentro          | Descrizione e collegamento |
| ---- | -- | -------- | --- | ------- | ------------------ | --- |
| 1743 | 07 | dicembre | -   | M = 6.5 | Mileto             | Terremoto con effetti distruttivi nell'area Lametina e Serre Vibonesi, Mileto è quasi cancellata; devastazione in quasi tutta la Calabria meridionale. |
| 1767 | 14 | luglio   | -   | M = 5.8 | Castiglione e Rose | Terremoto con effetti distruttivi nel Medio Crati, con ingenti danni arrecati a Luzzi, Castiglione Cosentino, Rose e Cosenza. |
| 1783 | 05 | febbraio | XI  | M = 6.9 | Calabria e Sicilia | Terremoto con effetti distruttivi dalla parte terminale dell'Appennino calabro alla catena tirrenica dei Monti Peloritani nella provincia di Messina. Sciame sismico di 949 scosse del 5, 6 e 7 febbraio, 1 e 28 marzo con terremoti fortemente distruttivi noto come Terremoto della Calabria meridionale del 1783. Il maremoto derivante interessa lo Stretto di Messina. |
| 1791 | 13 | ottobre  | -   | M = 5.9 | Catanzaro          | Forte scossa che colpisce molti centri già fortemente danneggiati dai terremoti del 1783. |

## XIX secolo
| Anno | GG | Mese     | MCS | Richter | Epicentro             | Descrizione e collegamento |
| ---- | -- | -------- | --- | ------- | --------------------- | --- |
| 1824 | 11 | dicembre | -   | M = 5.5 | Rossano               | Forte scossa di Terremoto avvertita anche a Paludi e Corigliano Calabro. |
| 1832 | 08 | marzo    | -   | M = 6.5 | Cutro                 | Forte sisma che distrugge completamente Cutro e provoca ingenti danni ai centri di Catanzaro, Crotone, Marcedusa, Nicastro, Papanice, Petilia Policastro, Roccabernarda e Rocca di Neto. Il terremoto provoca quasi 2.000 vittime. |
| 1835 | 12 | ottobre  | -   | M = 5.9 | San Pietro in Guarano | Il forte sisma interessa l'area Cosentina con ingenti danni ai centri di Castiglione Cosentino, San Pietro in Guarano e Lappano. Gli effetti vengono descritti da Alexandre Dumas. Circa 100 vittime. |
| 1836 | 25 | aprile   | -   | M = 6.1 | Crosia                | Il terremoto distrugge Crosia e Rossano provocando circa 600 morti. |
| 1854 | 12 | febbraio | -   | M = 6.1 | Piane Crati           | Terremoto con devastazione in vari centri della Valle del Savuto, della Presila e della Valle del Crati. |
| 1870 | 04 | ottobre  | -   | M = 6.1 | Area cosentina        | Devastante Terremoto che colpisce varie aree del Cosentino, con danni nella Sila Greca, Basso Jonio Cosentino, Presila Cosentina, Valle del Savuto e Valle del Crati. Colpiti i centri di Aprigliano, Castiglione Cosentino, Cosenza, Figline Vegliaturo, Lazzaro, Longobucco, Mangone, Rossano, Rovella, Rovito. Circa 500 morti.                               |
| 1886 | 06 | marzo    | -   | M = 5.5 | Rende                 | Forte terremoto con epicentro presso Rende. |
| 1887 | 03 | dicembre | -   | M = 5.5 | Tarsia                | Valle del Crati e Sila Greca. Forte terremoto con danni arrecati anche ai centri di Bisignano, Cervicati, Roggiano Gravina, Torano Castello, Santa Sofia d'Epiro e San Marco Argentano. |
| 1894 | 16 | novembre | IX  | M = 6.1 | Palmi                 | Terremoto con effetti distruttivi e gravi danni nelle città e province di Reggio Calabria e Messina. La scossa è stata avvertita in tutta la Calabria e Sicilia. Gravemente colpiti i centri di Palmi, Bagnara Calabra, Santa Cristina, Sant'Eufemia d'Aspromonte e Seminara. Evento sismico altrimenti noto come Terremoto della Calabria meridionale del 1894. |

## XX secolo
| Data              | Ora (UTC) | Area epicentrale            | Latitudine - Longitudine  | MCS o MSK-64 (Imax) | MMS (MW)    | Profondità ipocentro (Km) | Descrizione e collegamento |
| ----------------- | --------- | --------------------------- | ------------------------- | ------------------- | ----------- | ------------------------- | --- |
| 8 settembre 1905  | 01:43     | Calabria centrale           | 38°48′39.6″N 16°00′00″E   | 10-11               | 6.95 ± 0.09 |                           | Fortissimo terremoto interessa l'area tirrenica calabrese (epicentro al largo di Vibo Valentia). Distruzione dei centri di Aiello Calabro, Mottafollone, Pizzo, San Lucido, devastazione del territorio, apertura di voragini, frane. Circa 600 le vittime. Maremoto da Nicotera a Scalea con onde alte fino a sei metri. |
| 23 settembre 1907 | 20:28     | Aspromonte                  | 38°05′09.6″N 15°59′06″E   | 9                   | 5.96 ± 0.08 |                           | |
| 28 dicembre 1908  | 04:20     | Stretto di Messina          | 38°08′45.6″N 15°41′13.2″E | 11                  | 7.10 ± 0.18 |                           | Terremoto con effetti disastrosi per le città di Messina e Reggio Calabria e relative province. Noto come "Terremoto del 1908" o "Terremoto della Calabria meridionale-Messina". Il maremoto che ne consegue interessa tutte le coste ioniche e tirreniche siciliane e calabre affacciate sullo Stretto di Messina e contribuisce a completare l'opera distruttiva delle scosse telluriche. Il terremoto fa parte di un lunghissimo sciame sismico che interessa la Calabria e Sicilia partendo dalle scosse del 1894, 1905, 1907. |
| 23 gennaio 1909   | 08:53     | Stretto di Messina          | 38°11′13.2″N 15°37′26.4″E | 7-8                 | 5.15 ± 0.30 |                           | |
| 1º luglio 1909    | 08:53     | Stretto di Messina          | 38°08′49.2″N 15°36′03.6″E | 8                   | 5.49 ± 0.36 |                           | |
| 28 giugno 1913    | 08:53     | Calabria settentrionale     | 39°31′51.6″N 16°14′20.4″E | 8                   | 5.64 ± 0.08 |                           | Forte terremoto colpisce l'area del Medio Crati con epicentro presso Bisignano. Colpiti i centri di Santa Sofia d'Epiro, Torano Castello, San Marco Argentano e Cervicati. |
| 12 giugno 1917    | 18:14     | Golfo di Taranto            | 39°45′28.8″N 16°43′58.8″E | 5                   | 5.35 ± 0.14 |                           | Epicentro al largo di Sibari. |
| 7 marzo 1928      | 10:55     | Calabria centro-meridionale | 38°41′09.6″N 15°56′09.6″E | 8                   | 5.87 ± 0.12 |                           | Forte terremoto devasta molti abitati della Piana di Gioia Tauro e dell'area Vibonese. Colpite Mileto, San Calogero, Sant'Onofrio e Seminara. |
| 2 gennaio 1932    | 23:36     | Mar Ionio settentrionale    | 39°03′54″N 17°33′18″E     | 6                   | 5.52 ± 0.13 |                           | Forte terremoto al largo di Crotone con danni anche ai centri di San Mauro Marchesato, Santa Severina, Scandale, Cutro e Roccabernarda. |
| 11 maggio 1947    | 06:32     | Calabria centrale           | 38°39′07.2″N 16°31′04.8″E | 9                   | 5.70 ± 0.08 |                           | Terremoto in Calabria del 1947. Forte Terremoto con danni agli abitati di Badolato, Bivongi, Catanzaro, Cenadi, Gasperina, Isca sullo Ionio, Santa Caterina dello Ionio, Sant'Andrea Apostolo dello Ionio, Satriano, Soverato. |
| 16 gennaio 1975   | 00:09     | Stretto di Messina          | 38°06′50.4″N 15°38′34.8″E | 7-8                 | 5.18 ± 0.08 |                           | Epicentro a Reggio Calabria |
| 15 agosto 1977    | 21:10     | Calabria centrale           | 38°47′20.4″N 17°01′33.6″E | 5-6                 | 5.21 ± 0.10 | 57,6                      | Epicentro in mare al largo di Le Castella |
| 11 marzo 1978     | 19:20     | Aspromonte                  | 38°03′18″N 16°04′22.8″E   | 8                   | 5.22 ± 0.10 | 26,1                      | Epicentro tra Ferruzzano e Samo |
| 21 marzo 1982     | 09:44     | Golfo di Policastro         | 39°50′27.6″N 15°44′49.2″E | 7-8                 | 5.23 ± 0.10 |                           | Epicentro in mare al largo di San Nicola Arcella |
| 5 gennaio 1994    | 13:24     | Mar Tirreno meridionale     | 39°09′46.8″N 15°10′37.2″E | 4-5                 | 5.82 ± 0.10 | 290,5                     | Epicentro in mare al largo di Belmonte Calabro. |
| 9 settembre 1998  | 11:28     | Appennino lucano            | 40°03′36″N 15°56′56.4″E   | 7                   | 5.53 ± 0.07 | 29,2                      | Forte terremoto nell'area del Pollino, con epicentro vicino Castelluccio Superiore in Basilicata. Colpiti molti centri della Basilicata e della Calabria. |

## XXI secolo
| Data             | Ora (UTC) | Area epicentrale            | Latitudine - Longitudine  | EMS-98 (Imax) | MMS (MW)    | Profondità ipocentro (Km) | Descrizione e collegamento |
| ---------------- | --------- | --------------------------- | ------------------------- | ------------- | ----------- | ------------------------- | --- |
| 19 maggio 2001   | 13:53     | Mar Ionio settentrionale    | 37°55′51.6″N 17°33′00″E   | –             | 5.36 ± 0.19 | 17,8                      | |
| 26 ottobre 2006  | 14:28     | Mar Tirreno meridionale     | 38°45′39.6″N 15°23′42″E   | –             | 5.79 ± 0.07 | 219,2                     | |
| 17 dicembre 2008 | 21:57     | Mar Tirreno meridionale     | 39°14′24″N 15°27′39.6″E   | –             | 5.23 ± 0.07 | 259,2                     | |
| 25 ottobre 2012  | 23:05     | Pollino                     | 39°52′26.4″N 16°00′54″E   | 6             | 5.31 ± 0.07 | 9,7                       | Terremoto del Pollino del 2012 |
| 31 ottobre 2022  | 22:42     | Golfo di Policastro, Scalea | 39°51′18″N 15°42′50.4″E   |               | 5.40        | 286                       | |
| 1º agosto 2024   | 21:43     | Pietrapaola                 | 39°28′55.2″N 16°47′02.4″E | 5-6           | 5.0         | 21                        | Epicentro situato nel territorio comunale di Pietrapaola (CS). Avvertito in tutta la regione e anche in Puglia, Basilicata, Campania e Sicilia |

N. b.:
Qualora non sia espressamente riportato per un determinato evento, il valore della scala Richter di un sisma è pari approssimativamente al corrispondente valore di un analogo terremoto di pari grado d'intensità della scala Mercalli. Essendo entrambe le scale di moderna concezione, le attribuzioni storiche dei valori sono effettuate sulla base dei danni riportati e ancora visibili o secondo i rendiconti e le testimonianze di storici, viaggiatori, geografi, cartografi e commentatori nelle rispettive epoche.